# Biserica Sfinții 40 de Mucenici din Iași
Biserica „Sfinții 40 de Mucenici” este situată în Copou, pe strada Berthelot nr. 14, în apropiere de Facultatea de Informatică, și a fost înălțată de hatmanul Vasile Roset în anul 1760. Are hramul Sfinților 40 de mucenici din Sevastia și Duminica tuturor Sfinților Români. Ctitorul ei a obținut statutul de stavropighie („de sine stătătoare”) pentru biserica ridicată de el, aceasta ținând direct de Biserica cea mare, Patriarhia de Constantinopol și nu de Mitropolia de la Iași. 
Biserica „Sfinții 40 de Mucenici” din Iași a fost inclusă pe Lista monumentelor istorice din județul Iași din anul 2015, având codul de clasificare  IS-II-m-B-03740. 
Catapeteasma bisericii, este cea originală din secolul al XVIII-lea. De o importanță istorică și artistică este icoana Sf. Nicolae (1814), pictată de Eustatie Altini, unul dintre cei mai buni pictori autohtoni de icoane din acele timpuri, a cărui casă se învecina cu biserica.
Aici a fost înmormântat Gheorghe Asachi în anul 1869, împreună cu alți membri ai familiei sale. Monumentul său funerar se află în curtea bisericii. Osemintele sale au fost deshumate în anul 1890 pentru a fi depuse în soclul statuii sale, de lângă Biserica Sf. Trei Ierarhi.
Tot aici a slujit o vreme ca diacon scriitorul Ion Creangă. 